# Harry Shapland Colt
Harry Shapland Colt (* 4. August 1869 in Highgate; † 21. November 1951 in East Hendred, Berkshire) war als Golfarchitekt ein Hauptvertreter des Goldenen Zeitalters der Golfarchitektur.

## Leben und Werk

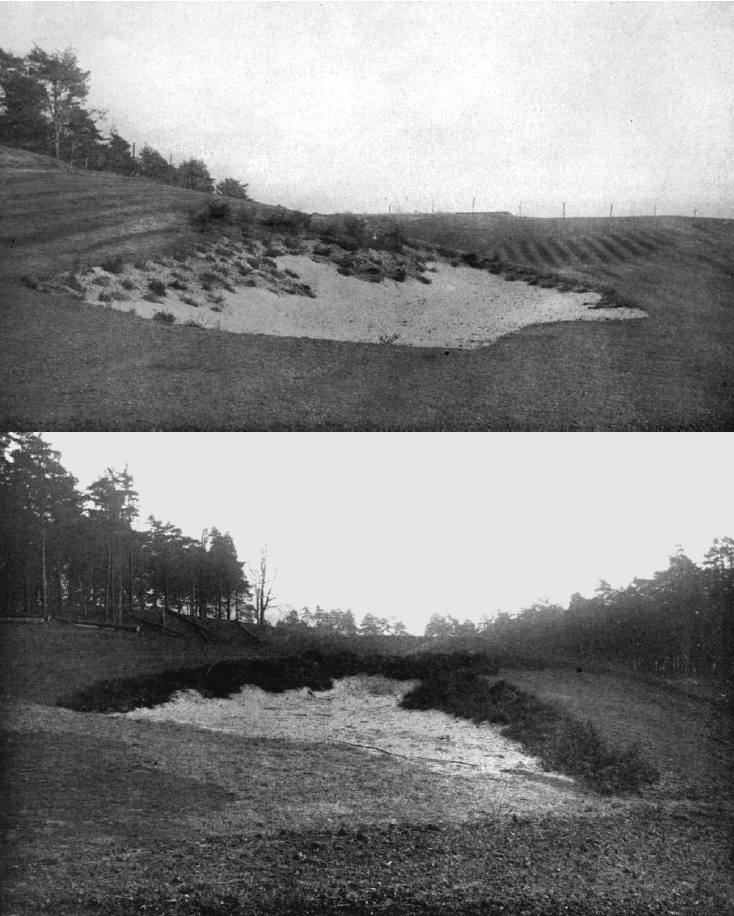
Harry S. Colt entwickelte unter anderem eine naturnahe Bunkergestaltung, mit der er die bis dahin üblichen geometrischen Formen ablöste.

Nach einem Jurastudium an der Universität Cambridge (1887–1890) arbeitete Harry Colt (eigentlich Henry Shapland Colt, oft auch unter H. S. Colt referenziert) ab 1894 als Anwalt und Partner der Kanzlei Sayer & Colt. Nebenher assistierte er dem Professional Douglas Rolland beim Bau des Golfplatzes in Rye. 1895 wurde er zum ehrenamtlichen Sekretär des Clubs ernannt und 1897 war er Gründungsmitglied des R&A Regelkomitees.
Als in Sunningdale ein Clubsekretär gesucht wurde, bewarb er sich und erhielt 1901 den Zuschlag für ein Jahresgehalt von 150 Pfund. Aus dieser sicheren Anstellung heraus startete er seine Karriere als Golfarchitekt. Zunächst überarbeitete er den clubeigenen Platz von Willie Park Jr., ab 1907 akquirierte er erste externe Aufträge: Alwoodley (mit Alister MacKenzie) und Royal Zoute (bei Knokke). Mit Stoke Poges (1908), Swinley Forest (1910), Woodhall Spa (1911), dem Eden Course in St. Andrews (1913) und St. George’s Hill (1913) schuf er einige der heute renommiertesten Plätze Großbritanniens, bevor der Erste Weltkrieg seine Karriere in Europa unterbrach. Seine ersten Löcher in Übersee wurden 1912 (GC Toronto) und 1914 (Hamilton GC) eröffnet, in den USA erarbeitete er ebenfalls 1914 das Routing für Pine Valley.
Bereits 1906 hatte er Charles Hugh Alison als Assistenten angeworben und später zum Partner befördert, 1923 kam John Morrison dazu und ab 1928 firmierte man als Colt Alison & Morrison Ltd. Unter diesem Signet entstanden in der Folge bedeutende Golfplätze auf der ganzen Welt. Harry Colt selbst war unter anderem verantwortlich für die Umgestaltung von Royal Lytham and St. Anne’s (1919), für die jeweils zweiten Plätze in Sunningdale (New Course, 1922) und Moor Park (West Course, 1923), sowie für Prestbury (1920), St. Germain (Frankreich, 1921), Wentworth (1924), County Sligo (Redesign 1927), Kennemer (Niederlande, 1927), Muirfield (Redesign 1928, mit Tom Simpson), Utrechtsche De Pan (Niederlande, 1929), La Mer in Le Touquet (1930) und als Krönung seiner Karriere Royal Portrush (1932).
Außerdem verhalf er John Morrison zu dessen Durchbruch in Deutschland, indem er mit ihm zusammen unter anderem die Plätze für den Aachener Golf Club (1927), den Frankfurter GC (1928) und den Hamburger GC in Falkenstein (1930) entwarf. Colt, Alison und Morrison, sowie Alister MacKenzie, mit dem sie eine lose Partnerschaft pflegten, kamen insgesamt auf über 300 Golfplätze weltweit, etwa 115 davon stammen von Harry Colt selbst.
Colt war der erste Golfarchitekt, der nicht aus den Reihen der Berufsgolfer kam. Wie ein herkömmlicher Architekt fertigte er für seine Routings und Bepflanzungspläne Zeichnungen an – damals ebenfalls eine Innovation. Einhergehend mit dieser Professionalisierung beriet er die Golfclubs auch in agronomischen Fragen und leistete Pionierarbeit bei der Integration von Wohnbebauung. Dem Programm des goldenen Zeitalters entsprechend stand er für eine strategische und möglichst natürliche Gestaltungsweise und vertrat die Auffassung, ein guter Platz müsse so abwechslungsreich sein, dass jeder Schläger zum Einsatz komme. Dies versuchte er mit unterschiedlichen Bahnlängen und einer sparsamen, jedoch äußerst variablen und wirksamen Bebunkerung zu erreichen. Er war einer der ersten, der in Winkeln dachte: Die vorteilhafte Spiellinie verteidigte er stärker als den sicheren Weg zum Grün.